# Malasiqui
Laoac is een gemeente in de Filipijnse provincie Pangasinan op het eiland Luzon. Bij de laatste census in 2007 had de gemeente bijna 123 duizend inwoners.

## Geografie

### Bestuurlijke indeling
Malasiqui is onderverdeeld in de volgende 73 barangays:
| - Abonagan - Agdao - Alacan - Aliaga - Amacalan - Anolid - Apaya - Asin Este - Asin Weste - Bacundao Este - Bacundao Weste - Bakitiw - Balite - Banawang - Barang - Bawer - Binalay - Bobon - Bolaoit - Bongar - Butao - Cabatling - Cabueldatan - Calbueg - Canan Norte | - Canan Sur - Cawayan Bogtong - Don Pedro - Gatang - Goliman - Gomez - Guilig - Ican - Ingalagala - Lareg-lareg - Lasip - Lepa - Loqueb Este - Loqueb Norte - Loqueb Sur - Lunec - Mabulitec - Malimpec - Manggan-Dampay - Nancapian - Nalsian Norte - Nalsian Sur - Nansangaan - Olea | - Pacuan - Palapar Norte - Palapar Sur - Palong - Pamaranum - Pasima - Payar - Poblacion - Polong Norte - Polong Sur - Potiocan - San Julian - Tabo-Sili - Tobor - Talospatang - Taloy - Taloyan - Tambac - Tolonguat - Tomling - Umando - Viado - Waig - Warey |

## Demografie
Malasiqui had bij de census van 2007 een inwoneraantal van 122.820 mensen. Dit zijn 9.630 mensen (8,5%) meer dan bij de vorige census van 2000. De gemiddelde jaarlijkse groei komt daarmee uit op 1,13%, hetgeen lager is dan het landelijk jaarlijks gemiddelde over deze periode (2,04%).
Agno · Aguilar · Alaminos · Alcala · Anda · Asingan · Balungao · Bani · Basista · Bautista · Bayambang · Binalonan · Binmaley · Bolinao · Bugallon · Burgos · Calasiao · Dagupan · Dasol · Infanta · Labrador · Laoac · Lingayen · Mabini · Malasiqui · Manaoag · Mangaldan · Mangatarem · Mapandan · Natividad · Pozorrubio · Rosales · San Carlos · San Fabian · San Jacinto · San Manuel · San Nicolas · San Quintin · Santa Barbara · Santa Maria · Santo Tomas · Sison · Sual · Tayug · Umingan · Urbiztondo · Urdaneta · Villasis